# 针柄勺

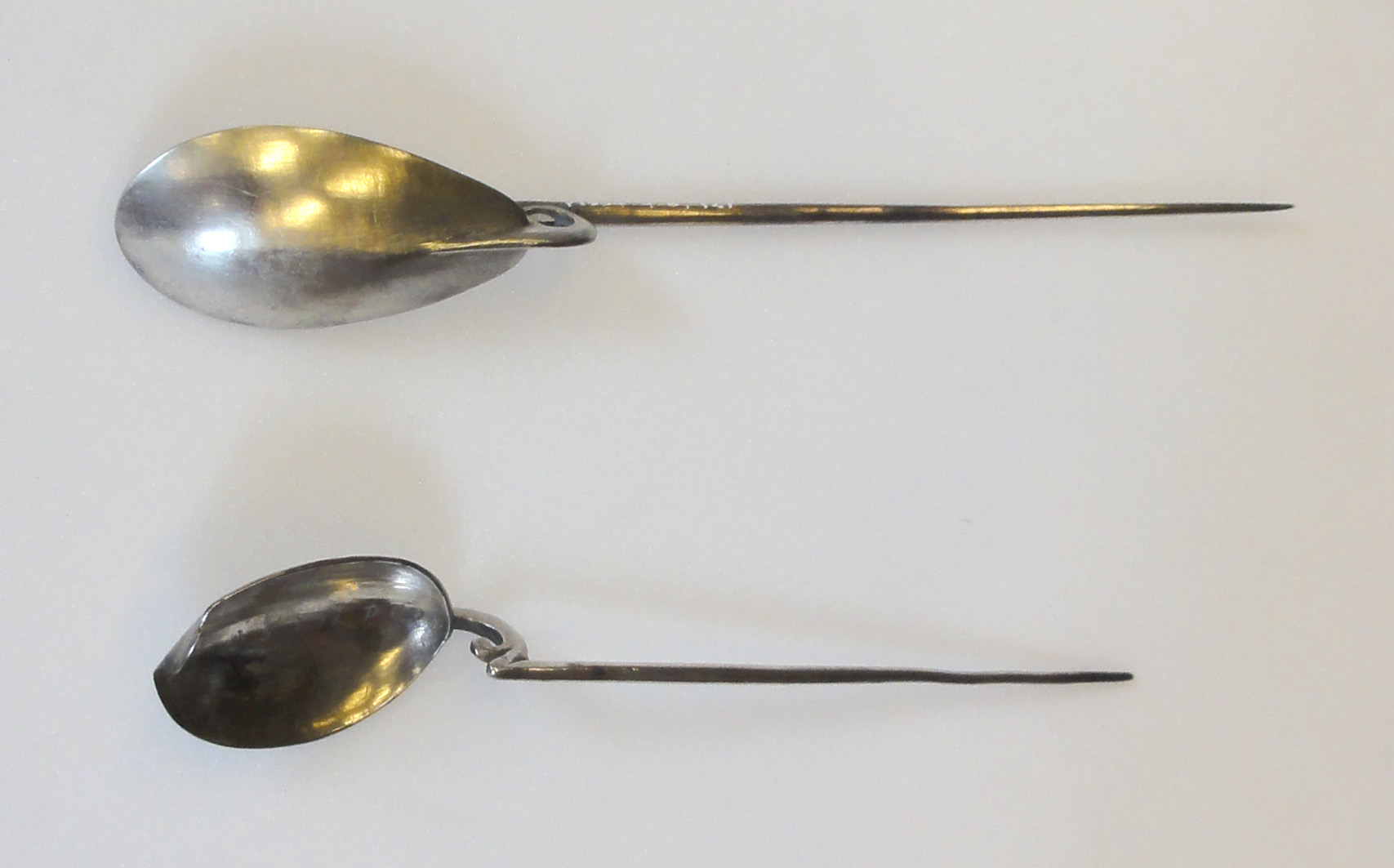
霍克森宝藏中出土的两把银质针柄勺

针柄勺（拉丁語：cochlearium，复数），罗马时期的一种带有长锥形手柄的小勺子。

## 历史
针柄勺曾被广泛发现于公元4世纪后的罗马遗址中，如塞特福德宝藏和霍克森宝藏等。
“cochlea”一词的字面意思是螺旋形或蜗牛壳，因此有观点认为该类勺子是用来将蜗牛或鸟蛤的肉从壳中取出的。
在罗马时期，“cochlearium”、“cochlear”和“cochleare”可以表示一匙的液体量度。同时“cochlearium”还可以表示饲养食用蜗牛的地方。